# British Home Championship 1931/32
Die British Home Championship 1931/32 war die 44. Auflage des im Round-Robin-System ausgetragenen Fußballwettbewerbs zwischen den vier britischen Nationalmannschaften von England, Irland (ab 1950/51 Nordirland), Schottland und Wales.
| Pl. | Nationalmannschaft | Sp. | S | U | N | Tore    | Punkte |
| --- | ------------------ | --- | - | - | - | ------- | ------ |
| 1.  | England            | 3   | 3 | 0 | 0 | 012:300 | 06:0   |
| 2.  | Schottland         | 3   | 2 | 0 | 1 | 006:600 | 04:20  |
| 3.  | Irland             | 3   | 1 | 0 | 2 | 007:900 | 02:40  |
| 4.  | Wales              | 3   | 0 | 0 | 3 | 003:100 | 0:60   |

|                                                 |   |            |           |
| 19. September 1931 in Glasgow (Ibrox Park)      |   |            |           |
| Schottland                                      | – | Irland     | 3:1 (2:1) |
| 17. Oktober 1931 in Belfast (Windsor Park)      |   |            |           |
| Irland                                          | – | England    | 2:6 (1:3) |
| 31. Oktober 1931 in Wrexham (Racecourse Ground) |   |            |           |
| Wales                                           | – | Schottland | 2:3 (1:2) |
| 18. November 1931 in Liverpool (Anfield Road)   |   |            |           |
| England                                         | – | Wales      | 3:1 (1:1) |
| 5. Dezember 1931 in Belfast (Windsor Park)      |   |            |           |
| Irland                                          | – | Wales      | 4:0 (?:0) |
| 9. April 1932 in London (Wembley Stadium)       |   |            |           |
| England                                         | – | Schottland | 3:0 (1:0) |